# Azerbajdzjan i olympiska vinterspelen 2010
Azerbajdzjan deltog vid de olympiska vinterspelen 2010 i Vancouver, Kanada. Azerbajdzjans trupp bestod av två idrottare varav en var man och en var kvinna. Azerbajdzjan deltog endast i alpin skidåkning.

## Resultat

### Alpin skidåkning

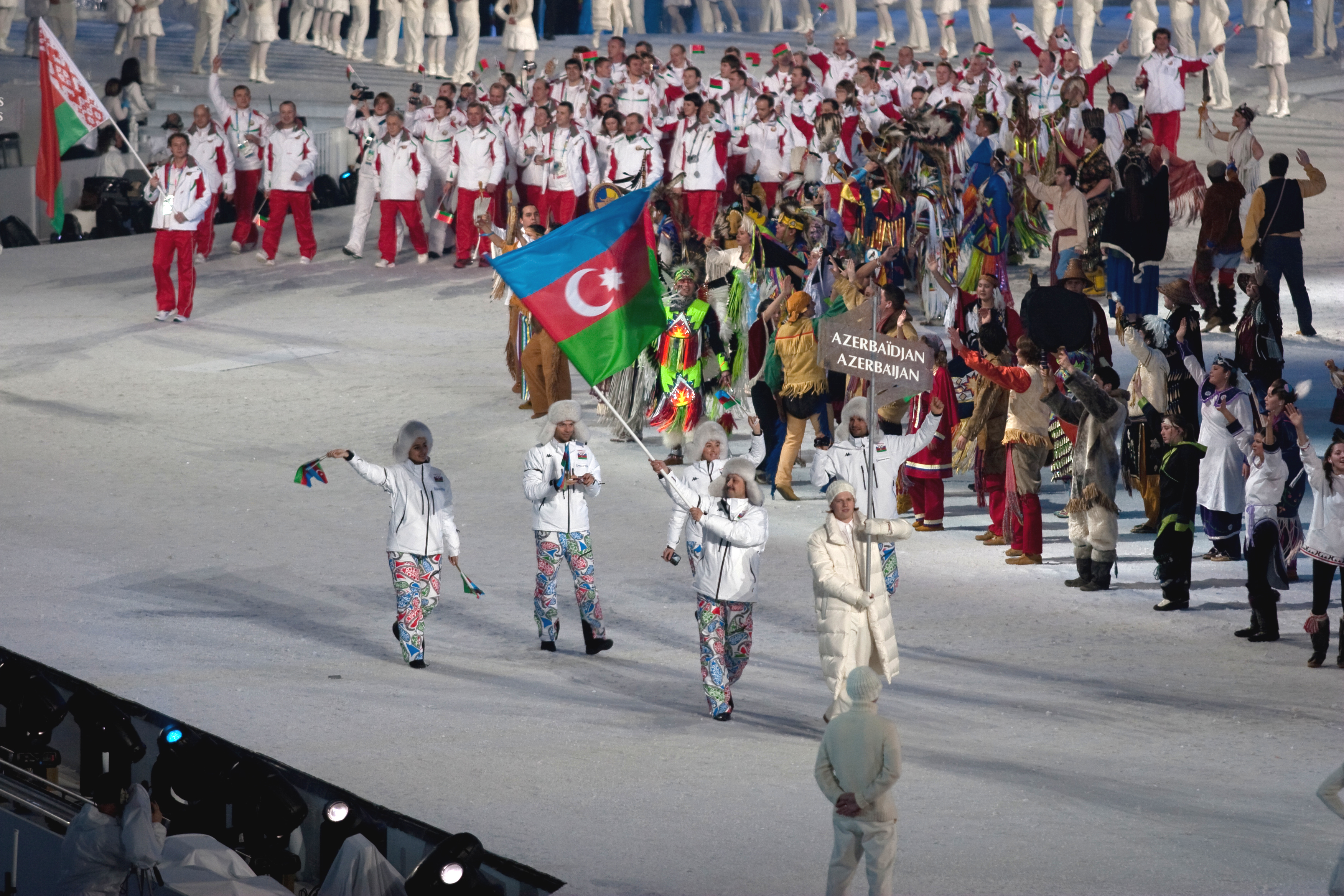
Azerbajdzjanska team vid invigningen.

- Slalom & Storslalom, Herrar
  - Jedrij Notz - Körde ur
- Slalom & Storslalom, Damer
  - Gaia Bassani Antivari - Körde ur